# Mattias Björkas
Mattias Björkas, född 1983, är en finlandssvensk låtskrivare och musiker, bl.a. känd från indiepopgrupperna Cats on Fire samt Vasas flora och fauna. Björkas är bosatt i Stockholm, Sverige.